# Tours Volley-Ball
O Tours Volley-Ball é um time francês de voleibol masculino da cidade de Tours, do departamento de Indre e Líger. Atualmente o clube disputa a Marmara SpikeLigue, a primeira divisão do campeonato francês.

## Histórico
O Tours Volley-Ball é o resultado da seção de voleibol do Tours Etudiants-Club (TEC), que desde 1940 mantém a presença do voleibol em Tours. Depois de ingressar para jogar em competições administradas pela UFOLEP (1940 a 1966), em 1966 ingressou no seio da Federação Francesa de Voleibol (FFVB). Já se destacando no topo (temporada 1976–77) com as cores do Tours Etudiants-Club, antes de retomar a sua marca atual, Tours Volley-Ball (1986).
Os 27 anos da presidência de Louis Monière (1966–1992) permitiram que o voleibol de Touraine se estruturasse cada vez mais, para enfim se aproximar da era da profissionalização com Philippe Berthelot (1992–1998). Isso resultou na ingressão do clube ao National 1A no final da temporada 1993–94. Por sua vez, o TVB acabara de entrar para a elite do voleibol francês e deste já conquistou os principais títulos do país.
Na temporada 2002–03 o clube conquista seu primeiro título nacional, a Copa da França, ao vencer na final o Stade Poitevin, por 3 sets a 1. Na temporada seguinte, voltou a levantar mais um troféu, desta vez o primeiro título do Campeonato Francês, vencendo o AS Cannes nas duas partidas das finais da Pro A 2003–04.
Em 2005, em sua quarta participação na Liga dos Campeões, se sagrou campeão continental ao vencer o Iraklis Salonica, anfitrião da fase final, por 3 sets a 1. O oposto búlgaro Vladimir Nikolov, que defendeu as cores do clube por três temporadas, foi eleito o melhor jogador da competição.
Após o vice-campeonato para o Paris Volley na Supercopa Francesa de 2004, garantiu a vaga para a edição de 2005 ao ter conquistado o título da Copa da França de 2004–05, enfrentando o atual campeão francês, AS Cannes, superando o clube da cidade de Cannes por 3 sets a 0.
Em 2007, após a vice-liderança na fase de grupos da Liga dos Campeões de 2006–07 (sete vitórias e três derrotas), o clube francês chegou a segunda final de sua história nesta competição, porém foi superado na final pelo alemão VfB Friedrichshafen, que conquistava na ocasião seu primeiro título desta competição.

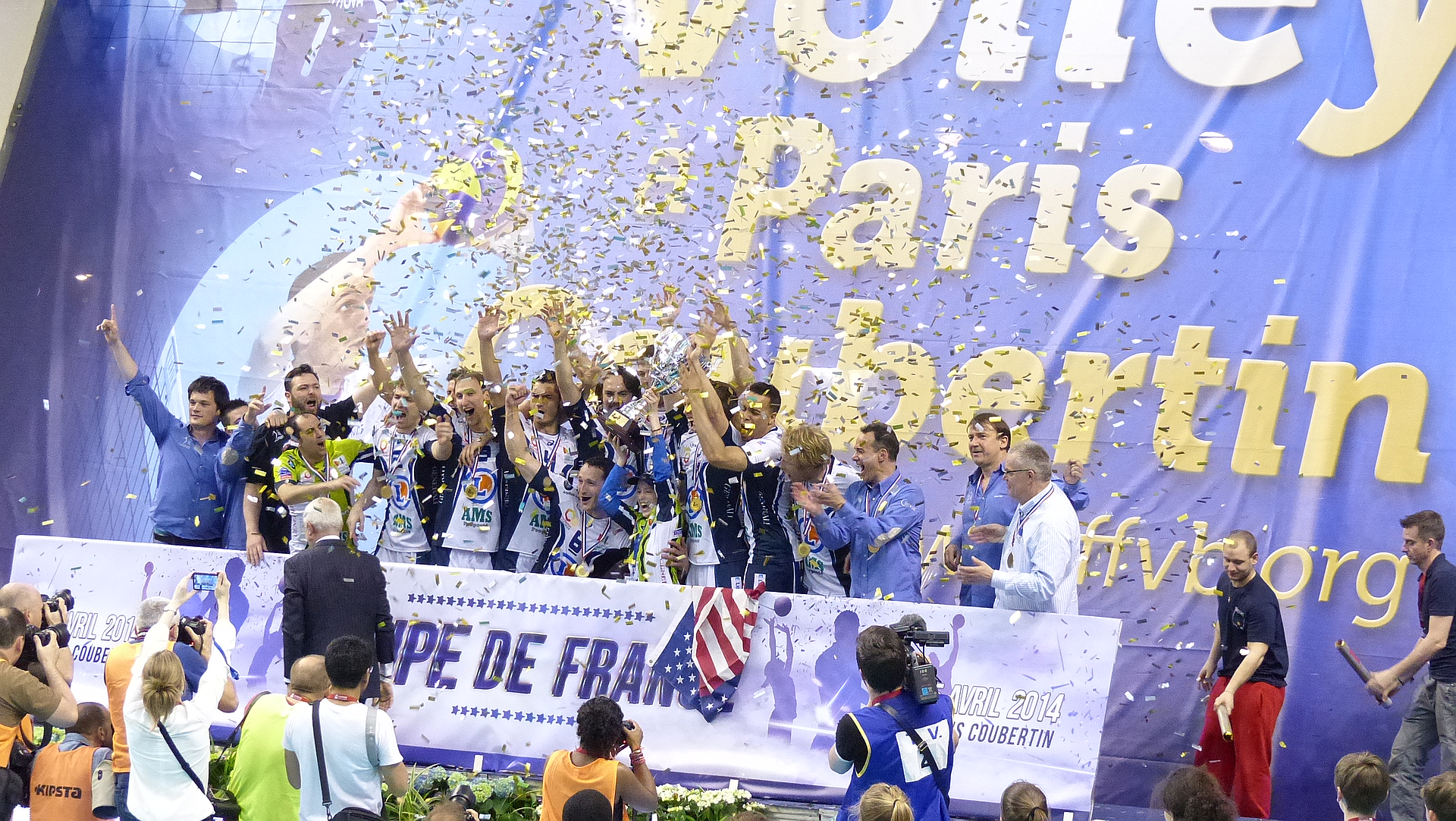
Tours conquistou o título da Copa da França de 2013–14.

Na temporada 2016–17, após ser semifinalista da Ligue A de 2015–16, garantiu vaga para disputar a Copa CEV de 2016–17, sendo a terceira aparição do clube neste torneio. Enfrentando o Trentino Volley nas finais, foi superado pelo clube italiano na primeira partida, realizado em Trento, por 3 sets a 0. No jogo da volta, realizado no Palais des Sports Robert Grenon, com um público superior a 3.200 espectadores, venceu a partida por 3 sets 1, forçando o golden set. Após vinte minutos de disputa entre as equipes, Tours conquistou o inédito título ao vencer no set de desempate a equipe italiana por 15 a 13. David Konečný, oposto e capitão da equipe, que se despediu do clube após vestir a camisa do Tours por nove temporadas, foi eleito o melhor jogador da competição.

## Títulos

### Internacionais
Liga dos Campeões
- Campeão: 2004–05
- Vice-campeão: 2006–07
- Terceiro lugar: 2003–04

 Copa CEV
- Campeão: 2016–17
- Vice-campeão: 2021–22

### Nacionais
Campeonato Francês
- Campeão: 2003–04, 2009–10, 2011–12, 2012–13, 2013–14, 2014–15, 2017–18, 2018–19, 2022–23
- Vice-campeão: 2002–03, 2005–06, 2010–11, 2021–22, 2023–24

 Copa da França
- Campeão: 2002–03, 2004–05, 2005–06, 2008–09, 2009–10, 2010–11, 2012–13, 2013–14, 2014–15, 2018–19, 2022–23
- Vice-campeão: 1999–00, 2000–01, 2019–20, 2021–22

 Supercopa Francesa
- Campeão: 2005, 2012, 2014, 2015, 2023
- Vice-campeão: 2004, 2006, 2013

 Campeonato Francês - Ligue B
- Campeão: 1993–94

## Elenco atual
Atletas selecionados para disputaram a temporada 2022–23.
| Camisa                       | Nome               | Altura (m) | Posição    |
| ---------------------------- | ------------------ | ---------- | ---------- |
| 3                            | Julien Faganas     | 2,00       | Oposto     |
| 5                            | Leandro dos Santos | 2,00       | Central    |
| 6                            | Antoine Pothron    | 1,98       | Ponteiro   |
| 7                            | Luca Ramon         | 1,85       | Líbero     |
| 8                            | Alexandre Gabin    | 1,87       | Levantador |
| 9                            | Nicolás Méndez     | 1,91       | Ponteiro   |
| 10                           | Aboubacar Neto     | 2,04       | Oposto     |
| 11                           | Märt Tammearu      | 1,98       | Ponteiro   |
| 14                           | Gildas Prévert     | 2,04       | Central    |
| 16                           | Aymeric Pelvet     | 1,88       | Líbero     |
| 17                           | Zeljko Ćorić       | 1,96       | Levantador |
| 19                           | Alexandre Strehlau | 1,99       | Ponteiro   |
| 20                           | Jakub Klajmon      | 2,01       | Central    |
| 22                           | Michael Parkinson  | 2,03       | Central    |
| Técnico: Marcelo Fronckowiak |                    |            |            |